# Hydriris chalybitis
Hydriris chalybitis is een vlinder uit de familie van de grasmotten (Crambidae), uit de onderfamilie van de Spilomelinae. De wetenschappelijke naam van deze soort is voor het eerst gepubliceerd in 1885 door Edward Meyrick.
De soort komt voor in Australië (Queensland).